# Lior Ashkenazi
Lior Ashkenazi (en hebreo: ליאור אשכנזי‎; nacido el 28 de diciembre de 1968) es un actor, actor de doblaje, comediante y presentador de televisión israelí.

## Biografía
Lior Ashkenazi nació en Ramat Gan, Israel, y creció en el barrio de Neveh Yehoshua. Sus padres son judíos sefardíes de Turquía que emigraron a Israel en 1964. Su padre, Shmuel, trabajaba como impresor. Su madre, Victoria, era ama de casa. Sus padres hablaban ladino en casa y era su primera lengua. A la edad de 16 años, a raíz de problemas en la escuela, se mudó al Kibutz Regavim.
Ashkenazi sirvió como paracaidista en las Fuerzas de Defensa de Israel y estuvo destinado en la Cisjordania ocupada por Israel durante la Primera Intifada.
Ashkenazi estuvo casado por primera vez con la actriz israelí Shira Farber, con quien tuvo su primera hija. Tras su divorcio, mantuvo una relación con la dramaturga y guionista israelí Sigal Avin. En diciembre de 2011 se casó con la productora israelí Maya Amsellem. Tuvieron una hija en agosto de 2012.

## Carrera de actuación y cine
Estudió actuación en Beit Zvi. Después de graduarse en 1994, trabajó para el Teatro Habima y Beersheba. Paralelamente, actuó en el teatro Beit Zvi en producciones como"Job's Passion," "N.B. Your cat is dead," "Brothers in blood," "The one who gets slapped," "Measure against measure," and "Photos". Protagonizó muchas obras en el Teatro Beit Lessin bajo la dirección de Zipi Pines, uno de sus maestros en Beit Zvi. También apareció en el Teatro Cámeri de Tel Aviv, aunque Beit Lessin siguió siendo su base de operaciones. Su papel destacado se produjo en Late Marriage junto a Ronit Elkabetz en 2001.
En 2016 apareció junto a Richard Gere en el drama político Norman. Ashkenazi ganó un premio Ophir al Mejor Actor Principal por su actuación en la película de 2017, Foxtrot, la entrada de Israel a la Mejor película internacional en la 90.ª edición de los Premios Óscar.

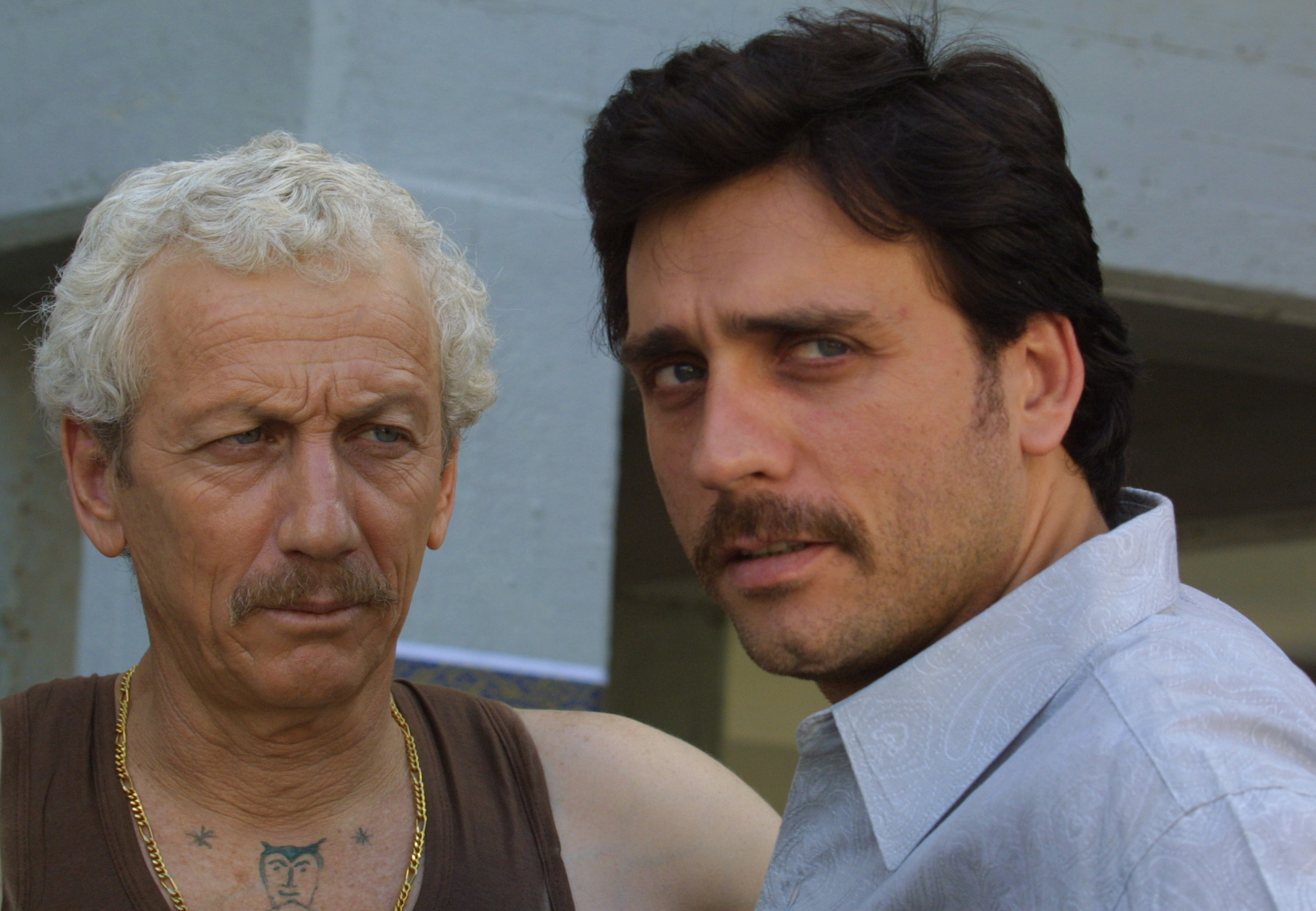
Ashkenazi con Moni Moshonov en Matana MiShamayim

En noviembre de 2018, Ashkenazi apareció en La tempestad de Shakespeare, una producción conjunta entre el Old Globe Theatre y la Orquesta Filarmónica de Los Ángeles.
En 2019, Ashkenazi apareció en el programa Our Boys de HBO, una serie estadounidense-israelí.
Ashkenazi es también un actor de doblaje en idioma hebreo. Dobló a Li Shang en la película de Disney de 1998 Mulan y en la secuela de 2005, así como al personaje principal de Bolt.

## Filmografía

### Películas
| Año  | Título                                       | Papel                            | Notas                                |
| ---- | -------------------------------------------- | -------------------------------- | ------------------------------------ |
| 1996 | Pocahontas                                   | Kocoum (voz)                     | Doblaje en hebreo                    |
| 1998 | Mulan                                        | Captain Li Shang (voz)           | Doblaje en hebreo                    |
| 1999 | Tarzan                                       | Adult Tarzan (voz)               | Doblaje en hebreo                    |
| 2001 | Hatuna Meuheret                              | Zaza                             |                                      |
| 2003 | Ish HaHashmal, Electricity Man               | Leonard                          |                                      |
| 2004 | Caminar sobre las aguas (Lalechet Al HaMaim) | Eyal                             |                                      |
| 2004 | Home on the Range                            | Buck Horse (voz)                 | Doblaje en hebreo                    |
| 2005 | Mulan 2                                      | Captain Li Shang (voz)           | Doblaje en hebreo                    |
| 2006 | La burbuja (HaBuah)                          | Él mismo                         | Cameo                                |
| 2008 | Bolt                                         | Bolt (voz)                       | Doblaje en hebreo                    |
| 2008 | Hello Goodbye                                | Yossi                            | Película francesa                    |
| 2009 | Ultimatum                                    | Gil                              | Película italiana                    |
| 2010 | Kalevet                                      | Danny                            | Primera película de terror de Israel |
| 2011 | Footnote                                     | Uriel Shkolnik                   |                                      |
| 2012 | Karon                                        | Michael                          | Cortometraje                         |
| 2012 | Yossi                                        | Moti                             |                                      |
| 2013 | Big Bad Wolves                               | Micki                            |                                      |
| 2014 | The Dune                                     | Hanoch                           | Película francesa                    |
| 2015 | Encirclements                                | Bezalel Ninio                    |                                      |
| 2016 | Norman                                       | Micha Eshel                      |                                      |
| 2017 | Foxtrot                                      | Michael Feldmann                 |                                      |
| 2018 | Entebbe                                      | Isaac Rabin                      |                                      |
| 2019 | My Zoe                                       | Secretary of State Ken Stanitzke |                                      |
| 2022 | Karaoke                                      | Itzik                            |                                      |
| 2023 | Golda                                        | David Elazar                     |                                      |

### Televisión
| Año          | Título                 | Papel                                           | Notas                                                                        |
| ------------ | ---------------------- | ----------------------------------------------- | ---------------------------------------------------------------------------- |
| 2005         | BeTipul                | Yadin Yerushalmi                                |                                                                              |
| 2012         | Nesuuim plus           | Shuky Avrahami                                  | Versión hebrea de Married... with Children (his character based on Al Bundy) |
| 2013         | The Missionary         | Yonatan Gall                                    | TV pilot                                                                     |
| 2016         | Ikaron HaHachlafa      | Atlas                                           | Lead role                                                                    |
| 2019-present | Eretz Nehederet        | Benny Gantz / Yoni Rechter / Various Characters |                                                                              |
| 2020         | Valley of Tears        | Meni Ben-Dror                                   |                                                                              |
| 2021         | Hit & Run              | Assaf                                           | Netflix series                                                               |
| 2023         | We Were the Lucky Ones | Sol                                             | Disney+/Hulu series                                                          |